# 五邑
五邑，地方名，指江门市新會區及四个县级市：台山、开平、恩平、鹤山。另外，雖然古鎮鎮及斗門區現時分別歸入中山市及珠海市管轄，但斗門北部在過去属于新会管辖，斗門、古鎮主要人口都講四邑話，文化上屬於四邑的一部份。

## 由来
“邑”是县的意思。历史上这五个地方都是县级单位，即使现在已经全部改称市或区，但行政上还是属于县级。关于这一地区，在历史上曾出现过三个有关名称：四邑（除鹤山在外，因为最开始出现四邑一词时鹤山分属新会和开平，并未单独划出建立县制）、五邑和六邑（加上赤溪）。其中四邑用得最多。1983年设立江门地级市后逐渐使用五邑作为统称，但在海外华人社区，受历史影响，很多人仍沿用四邑的称呼。至于赤溪，历史上曾有此建制，但1953年已并入台山县。另外，在1983年至1988年，阳江县和阳春县也归江门市管辖，时称“五邑两阳”。至1988年阳江县和阳春县从江门市划出，另设阳江市，五邑一词才正式成为江门地区的统称。

## 文化
这五个地方在语言（四邑方言（新会话）），生活、信仰及婚娶习俗等方面均十分类同。中国較早移居海外的居民即来自此处，他们形成了最初的海外华人社群，以至于早期华人社群中曾把四邑方言称为“小世界语”。由于与外来文化的交流较多，因此此地的文化呈现出中西合璧的特点，这尤其体现在具有本地特色的碉楼建筑群中。
有關五邑的圖書：
- 《廣東四邑方言語法硏究》（甘於恩，暨南大學出版社）
- 《新會鄉土志》
- 《五邑百科全書》（中國大百科全書出版社出版）
- 《五邑文化源流》（張國強編著，廣東高教出版社）